# Дюна: Частина третя
«Дюна: Частина третя» (англ. Dune: Part Three) — майбутній американський науково-фантастичний фільм режисера Дені Вільнева, продовження кінокартини «Дюна: Частина друга» (2024), частина франшизи, основою якої стали романи Френка Герберта. Про роботу над фільмом стало відомо у 2023 році.

## Сюжет
Третій фільм серії «Дюна» заснований на наступному романі Френка Герберта «Месія Дюни». Дія відбувається через 12 років після того, як Пол Атрід зайняв престол імператора.

## У ролях
| Актор           | Роль           |
| --------------- | -------------- |
| Тімоті Шаламе   | Пол Атрід      |
| Зендея          | Чані           |
| Аня Тейлор-Джой | Алія Атрід     |
| Флоренс П'ю     | Ірулан Корріно |
| Джош Бролін     | Ґурні Галлек   |
| Джейсон Момоа   | Дункан Айдахо  |

## Виробництво
Джон Спейтс заявив в березні 2022 року, що Вільнев планує зняти третій фільм, а також телесеріал.
У серпні 2023 року Вільнев заявив, що третій фільм стане завершенням трилогії. Вільнев почав розробляти сценарій для третього фільму у 2023 році. У лютому 2024 року Вільнев повідомив, що сценарій «майже закінчено», проте також сказав, що «[не] хоче поспішати», посилаючись на тенденцію Голлівуду зосереджуватись на датах випуску, а не на загальній якості фільму.
Напередодні виходу «Дюна: Друга частина» Ганс Циммер розповів, що вже пише музику для третього фільму після того, як Вільнев прийшов і «без слів» поклав сценарій на стіл.